# Europaspiele 2023/Teilnehmer (Bosnien und Herzegowina)
| Gelbes Symbol für Goldmedaillen mit stilisierten Olympischen Ringen | Graues Symbol für Silbermedaillen mit stilisierten Olympischen Ringen | Braundes Symbol für Bronzemedaillen mit stilisierten Olympischen Ringen |
| ------------------------------------------------------------------- | --------------------------------------------------------------------- | ----------------------------------------------------------------------- |
| —                                                                   | 1                                                                     | —                                                                       |

Bosnien und Herzegowina nahm mit 55 Athleten an den Europaspielen 2023 in Krakau teil.

## Medaillengewinner
| Name/n       | Sportart  | Wettkampf                        |
| ------------ | --------- | -------------------------------- |
| Silber       |           |                                  |
| Nedžad Husić | Taekwondo | Leichtgewicht Männer (bis 74 kg) |

## Teilnehmer nach Sportarten

### Boxen
- Tara Bohatjuk
- Džemal Bošnjak
- Leo Cvitanović
- Gianni Dedić
- Vael Mejri
- Šejla Oraščanin
- Alen Rahimić
- Juraj Soldo
- Ajla Vojić
- Leon Vranješ

### Kanu

#### Kanurennsport
- Jasmin Klebić

#### Kanuslalom
- Emir Abdihodžić

### Karate

#### Kumite
- Anes Bostandžić

### Leichtathletik
| Wettbewerb  | Wettbewerb | Punkte | Punkte | Punkte | Punkte | Punkte | Punkte | Punkte     | Punkte    | Punkte    | Punkte      | Punkte           | Punkte      | Punkte    | Punkte     | Punkte     | Punkte         | Punkte     | Punkte     | Punkte     | Punkte | Rang |
| Wettbewerb  | Wettbewerb | 100 m  | 200 m  | 400 m  | 800 m  | 1500 m | 5000 m | 110 m Hü.* | 400 m Hü. | 4 × 100 m | 4 × 400 m** | 3000 m Hindernis | Kugelstoßen | Speerwurf | Hammerwurf | Diskuswurf | Stabhochsprung | Hochsprung | Dreisprung | Weitsprung | Gesamt | Rang |
| ----------- | ---------- | ------ | ------ | ------ | ------ | ------ | ------ | ---------- | --------- | --------- | ----------- | ---------------- | ----------- | --------- | ---------- | ---------- | -------------- | ---------- | ---------- | ---------- | ------ | ---- |
| 3. Division | Männer     | 9      | 4      | 10     | 15     | 8      | 9      | 12         | 9         | 12        | 10          | 8                | 14          | 15        | 9          | 12         | 10,50          | 12,50      | 8          | 10         | 363    | 4    |
| 3. Division | Frauen     | 9      | 9      | 8      | 10     | 9      | 7      | 12         | 12        | 0         | 10          | 7                | 10          | 12        | 10         | 10         | 10             | 14         | 8          | 9          | 363    | 4    |

* Die Frauen traten über 100 m Hürden, statt 110 m Hürden an.
** Die 4 × 400 m waren ein Mixed-Wettkampf.

#### Einzelresultate
| Wettbewerb       | Männer                                                          | Männer          | Männer | Männer      | Frauen                                               | Frauen          | Frauen | Frauen      |
| Wettbewerb       | Athlet                                                          | Ergebnis        | Rang   | Gesamt Rang | Athletin                                             | Ergebnis        | Rang   | Gesamt Rang |
| ---------------- | --------------------------------------------------------------- | --------------- | ------ | ----------- | ---------------------------------------------------- | --------------- | ------ | ----------- |
| 100 m            | Edhem Vikalo                                                    | 10,84 s PB      | 07     | 36          | Neira Bosnić                                         | 12,23 s         | 7      | 39          |
| 200 m            | Edhem Vikalo                                                    | 22,54 s SB      | 12     | 43          | Neira Bosnić                                         | 24,87 s PB      | 7      | 38          |
| 400 m            | Abedin Mujezinović                                              | 47,85 s SB      | 06     | 34          | Jelena Gajić                                         | 57,94 s SB      | 8      | 38          |
| 800 m            | Amel Tuka                                                       | 1:49,25 min     | 01     | 20          | Jelena Gajić                                         | 2:11,07 min SB  | 6      | 36          |
| 1500 m           | Stefan Ćuković                                                  | 4:07,24 min SB  | 08     | 40          | Glorija Kureš                                        | 4;42,55 min SB  | 7      | 38          |
| 5000 m           | Uroš Gutić                                                      | 14:59,10 min PB | 07     | 36          | Alma Hrnjić                                          | 18:30,94 min SB | 9      | 41          |
| 110/100 m Hürden | Benjamin Bojanić                                                | 15,14 s PB      | 04     | 34          | Maša Garić                                           | 14,28 s PB      | 4      | 32          |
| 400 m Hürden     | Rusmir Malkočević                                               | 55,93 s SB      | 07     | 35          | Maša Garić                                           | 1:00,01 min PB  | 4      | 25          |
| 3000 m Hindernis | Mlađen Samardžić                                                | 10:00,39 min PB | 08     | 38          | Elma Hasanbašić                                      | 13:05,80 min SB | 9      | 39          |
| 4 × 100 m        | Edhem Vikalo Borislav Dragoljević Abedin Mujezinović Egon Savić | 41,64 s SB      | 04     | 30          | Ajla Reizbegović Emina Omanović Una Ban Neira Bosnić | DSQ             | DSQ    | DSQ         |
| Kugelstoßen      | Mesud Pezer                                                     | 20,25 m         | 02     | 09          | Gorana Tešanović                                     | 13,05 m SB      | 6      | 37          |
| Speerwurf        | Dejan Mileusnić                                                 | 71,81 m         | 01     | 20          | Aleksandra Vidović                                   | 43,18 m SB      | 4      | 34          |
| Hammerwurf       | Samir Vilić                                                     | 50,62 m SB      | 07     | 36          | Ajla Bašić                                           | 53,14 m         | 6      | 34          |
| Diskuswurf       | Voislav Grubiša                                                 | 53,64 m         | 04     | 28          | Dženisa Gusinac                                      | 36,83 m         | 6      | 37          |
| Stabhochsprung   | Luka Ivičić                                                     | 4,00 m          | 05     | 33          | Neira Hadžiahmetagić                                 | 2,80 m =NR      | 6      | 34          |
| Hochsprung       | Samir Hodžić                                                    | 1,90 m SB       | 03     | 35          | Sara Lučić                                           | 1,78 m =SB      | 2      | 27          |
| Dreisprung       | Sedin Heco                                                      | 14,29 m SB      | 08     | 34          | Ana Dorotea Markić                                   | 11,88 m SB      | 8      | 37          |
| Weitsprung       | Stefan Stanković                                                | 7,19 m PB       | 06     | 32          | Emina Omanović                                       | 5,46 m          | 7      | 37          |

| Wettbewerb | Mixed                                                          | Mixed          | Mixed | Mixed       |
| Wettbewerb | Athleten                                                       | Ergebnis       | Rang  | Gesamt Rang |
| ---------- | -------------------------------------------------------------- | -------------- | ----- | ----------- |
| 4 × 400 m  | Jovan Rosić Jelena Gajić Abedin Mujezinović Kristina Stojković | 3:30,74 min SB | 6     | 38          |

### Radsport

#### Mountainbike
- Vedad Karić

### Schießen
- Nedžad Džanković
- Farah Onešćuk

### Taekwondo
- Ada Avdagić
- Nedžad Husić
- Dinko Šegedin